# Herbert Iversen
Herbert Iversen, född 1890, död 1920, var en dansk filosof.
Iversen riktade i sitt huvudarbete To Essays om vor Erkendelse (1918) från deskriptiv-psykologisk ståndpunkt en skarpsinnig kritik mot all spekulativ filosofi. Iversen var för övrig starkt politiskt intresserad, ivrig socialist, tog anställning som mekaniker på amerikanska verkstäder och skrev Amerikanske Tilstande (1921).